# Chu-bra!!
Chu-bra!! (ち ゅ ー ぶら! Chu Bura!?) es una serie japonesa de manga escrita e ilustrada por la mangaka Yumi Nakata. La historia gira en torno a Nayu Hayama, que se avergüenza a sí misma en el primer día de la escuela, en la que por accidente muestra sus bragas para adultos. Otras dos estudiantes, Yako Jinguji y Haruka Shiraishi, oyen rumores de que ella tiene un "amante", e investigan. Pronto descubren que Nayu sólo es una «fanática de la ropa interior", se obsesiona por ropa interior nueva, y tiene una gran comprensión sobre como la gente debería usar la ropa interior. Nayu espera ayudar a todos a través de la etapa vital de su vida (la pubertad) mediante la apertura de un club de la ropa interior.

## Personajes
Hayama Nayu
- Seiyū: Minori Chihara

Nayu es una estudiante modelo que consigue sorprender a todos durante la ceremonia de apertura con su ropa interior de encaje negro. Rumores comienzan a circular acerca de ella, por lo que Jinguuji Yako y Shiraishi Haruka tratan de evitarla pero tienen un encuentro con Nayu, que si bien empeora las cosas, termina por afianzar su amistad. Ella dio la idea de hacer un club de ropa interior (que luego pasa de ser un club a una asociación de apreciación de la ropa interior), gracias a las enseñanzas de su abuela. Sueña ser de grande una diseñadora de ropa interior. Su frase es "un gran día empieza con un gran par de ropa interior"
Jinguuji Yako
- Seiyū: Minako Kotobuki

Una niña pequeña con una compostura generalmente feroz. Le da mucha vergüenza la ropa interior, y en un principio intentaba evitarla siempre, debido a que piensa que como sus senos son pequeños no debería usar un sostén. Ella prefiere mantener una imagen dura y tiene dificultades para admitir a cosas embarazosas.
Shiraishi Haruka
- Seiyū: Sayuri Yahagi

La mejor amiga de Yako, es una estudiante que se siente avergonzada por tener más busto que sus compañeras y ser el centro de atención entre los hombres. Al ser la mayor entre 3 hermanos, suele actuar de manera maternal con Yako y Nayu. Aparentemente tiene sentimientos hacía Nayu, pero no está confirmado ya que ni ella misma comprende sus sentmientos
Hiroki Komachi
- Seiyū: Yuudai Satou

Es un estudiante que fácilmente se avergüenza al ver ropa interior. Aunque constantemente él este rivalizando y golpeándola a Nayu, ambos se aprecian mucho aunque parece que el no está seguro de sus sentimientos. Él es bastante leal al grupo, a pesar de sus sentimientos conflictivos hacia Nayu y la asociación.
Amahara Kiyono
- Seiyū: Yoko Hikasa

Proveniente de una familia rica, es una chica con clase y estilo que siempre dice ser una adulta e incluso rompe las reglas de la escuela para parecerse a uno. Considera que la ropa interior es un arma para capturar a su interés romántico, y suele usar ropa interior atrevida. En el transcurso de la serie se convierte en una modelo de revista